# Campeonato Panamericano de Béisbol Sub-10 de 2010
El Campeonato Panamericano de Béisbol Sub-10 de 2010 con categoría Infantil A, se disputó en Ciudad de Panamá, Panamá del 24 de julio al 1 de agosto de 2010. El oro se lo llevó Colombia segunda vez.

## Equipos participantes
- Brasil
- Colombia
- Costa Rica
- Ecuador
- Honduras
- México
- Nicaragua
- Panamá
- Venezuela

## Resultados
| Posición | Selección  |
| -------- | ---------- |
|          | Colombia   |
|          | Venezuela  |
|          | Nicaragua  |
| 4°       | México     |
| 5°       | Panamá     |
| 6°       | Brasil     |
| 7°       | Ecuador    |
| 8°       | Honduras   |
| 9°       | Costa Rica |